# Adolf Bertram
Adolf Bertram, nemški duhovnik, škof in kardinal, * 14. marec 1859, Hildesheim, † 6. julij 1945, Johannesberg/Jánský vrch, Jauernig, (tedanja) Češkoslovaška. 

## Življenjepis
31. julija 1881 je prejel duhovniško posvečenje.
26. aprila 1906 je bil imenovan za škofa Hildesheima; potrjen je bil 12. junija in 15. avgusta istega leta je prejel škofovsko posvečenje. 
25. maja 1914 je postal škof Wrocława (takrat Breslau v nemšku Šleziji)
4. decembra 1916 je bil imenovan za kardinala in pectore. 5. decembra 1919 je bil povzdignjen v kardinala in imenovan za kardinal-duhovnika S. Agnese fuori le mura.
Z povzdigom škofije v nadškofijo je 13. avgusta 1930 postal nadškof Wrocława (takrat nemška nadškofija Breslau).